# 1992 PA4
1992 PA4 är en asteroid i huvudbältet som upptäcktes den 2 augusti 1992 av den amerikanske astronomen Henry E. Holt vid Palomarobservatoriet.
Asteroiden har en diameter på ungefär 17 kilometer och den tillhör asteroidgruppen Themis.